# SpaceX Dragon (eerste generatie)
Dragon, ook bekend als Dragon 1 was het eerste ruimtevaartuig uit de Dragon-reeks van het Amerikaanse ruimtevaartbedrijf SpaceX. Het was een herbruikbaar, onbemand, commercieel bevoorradingsschip dat met subsidies van NASA werd ontwikkeld onder het Commercial Orbital Transportation Services-programma. Met zijn eerste onbemande vlucht in december 2010 werd Dragon het eerste commerciële ruimtevaartuig dat succesvol op aarde terugkeerde. Op 25 mei 2012 voltooide een Dragon als eerste commerciële ruimtevaartuig een rendez-vous met het ISS.
NASA had SpaceX gecontracteerd om met de Dragon vracht naar het ISS te brengen onder het CRS-1-contract van het Commercial Resupply Services-programma. Regelmatige vluchten werden tussen oktober 2012 en april 2020 uitgevoerd. Nadat de Dragon van missie CRS-20 op 7 april 2020 in de Grote Oceaan landde werd de Dragon 1 opgevolgd door de Dragon 2-Cargo. SpaceX heeft dertien Dragon-1-capsules gebouwd, waarvan er één verloren ging.
Het Pica-X-hitteschild van Dragon werd ontworpen om ook re-entry-snelheden van mogelijke maan- of Marsvluchten te kunnen weerstaan.

## Algemene kenmerken

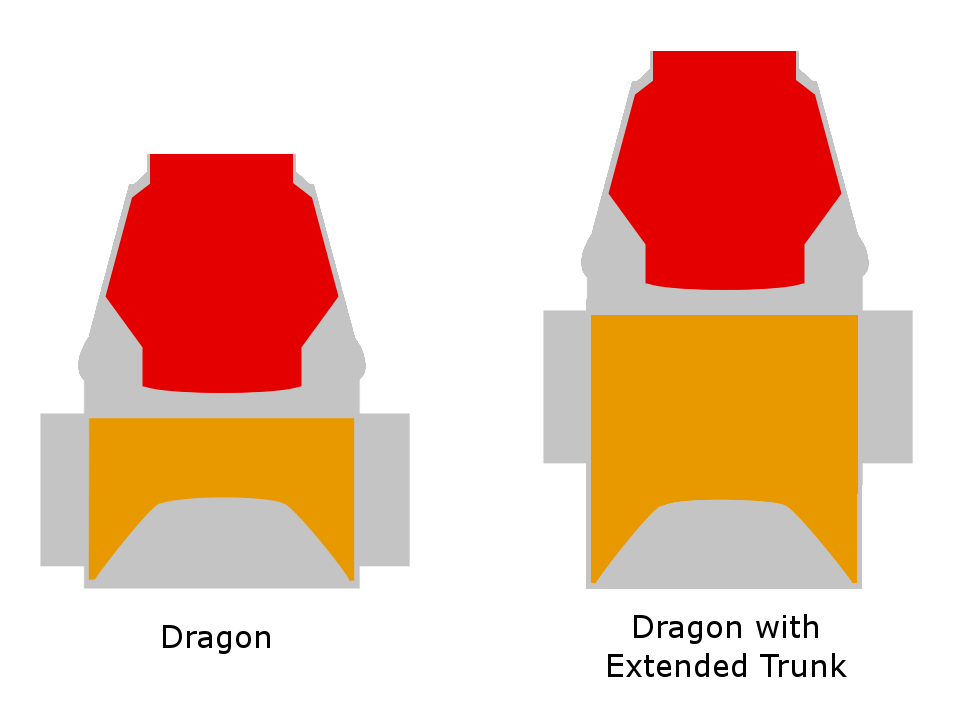
De drukcabine (rood) en de drukloze kofferbak (oranje) van Dragon

Dragon bestaat uit een aerodynamische neuskap die tijdens de lancering na het passeren van de Kármánlijn wordt weggeschoten, een conventionele stompe ballistische capsule en een "kofferbak" met twee zonnepanelen. De capsule bevat een PICA-X-hitteschild om de capsule te beschermen tijdens de terugkeer in de atmosfeer van de aarde. De Dragon-capsule is herbruikbaar en kan meerdere missies vliegen. De kofferbak scheidt zich echter voor de terugkeer af en verbrandt in de aardse atmosfeer.
Het Dragon-ruimtevaartuig wordt gelanceerd met behulp van een Falcon 9-draagraket. De capsule zelf is uitgerust met 18 kleine Draco-motoren om te kunnen sturen. De Dragon-capsule landt aan parachutes in zee en wordt vervolgens per schip naar land gebracht.
De Dragon is uitgerust met een klein lifesupportsysteem, maar dat is bedoeld om proefdieren van frisse lucht te voorzien. Voor mensen is dit volstrekt onvoldoende.
Alle Dragons landden in de Grote Oceaan. SpaceX is bezig met de uitbreiding van hun landingscomplex Landing zone 1 (vroeger Lanceercomplex 13) op het Cape Canaveral Air Force Station met nog twee landingsplaatsen en een tijdelijke Dragon Processing Facility waarin gelande Dragons worden gelost. Het is de bedoeling dat Dragons dan voor de kust van Cape Canaveral in de Atlantische oceaan landen en zo snel mogelijk kunnen worden gelost. Uiteindelijk werden de Atlantische landingen pas bij de introductie van de Cargo Dragon 2 doorgevoerd.

### Naam
De directeur van SpaceX, Elon Musk, noemde het ruimtevaartuig naar het lied Puff, the Magic Dragon van Peter, Paul and Mary uit 1963, naar verluidt als reactie op critici die van mening waren dat zijn ruimtevluchtprojecten onmogelijk zijn.

### Productie
In december 2010 was SpaceX in staat om elke drie maanden een nieuwe Dragon en Falcon 9 af te leveren. In 2012 liep dit op naar één per zes weken. Anno 2016 leverde SpaceX iedere twee weken een nieuwe Falcon 9 op. Door het herbruikbaar worden van Falcon 9-boosters bouwt SpaceX anno 2019 minder Falcon 9-boosters. Vanaf 2017 werden geen nieuwe Dragon 1-capsules meer gebouwd. In plaats daarvan werden gebruikte Dragons opgeknapt en hergebruikt.

### Gebouwde Dragons
In totaal werden er dertien Dragons gebouwd. De Dragon C101 t/m C104 waren van het Dragon 1.0-type. Dragon C105 t/m C109 waren van het Dragon 1.1-type. Dragon C110 t/m C113 waren van het Dragon 1.2-type. C101 t/m C105 werden niet hergebruikt. Dragon C109 ging verloren tijdens zijn eerste vlucht (CRS-7) doordat de raket ontplofte.

### Herbruikbaarheid
SpaceX was van plan om al in 2016 voor het eerst een gebruikte en opgeknapte Dragon opnieuw naar het ISS te lanceren. Door het ongeluk met vlucht Amos-6 werd dit vertraagd tot april 2017. Gebruikte Dragons werden tot de drukcabine toe gestript, en vervolgens werden de onderdelen waar dat mogelijk is na revisie weer teruggeplaatst. Eerder werden al wel onderdelen uit gebruikte Dragons hergebruikt.
De invloed van (zout) zeewater op metalen onderdelen was de meest destructieve factor tijdens een missie. Het is om deze reden dat SpaceX bij de opvolger van de Dragon (Dragon 2) inzette op landing op land, maar dit plan is geannuleerd omdat het landingsgestel onvoldoende veilig bleek. Vanaf vlucht CRS-8 werden de Dragons succesvol uitgerust met extra waterafdichtingen. Dit had tot gevolg dat veel onderdelen die anders vervangen hadden moeten worden, konden worden hergebruikt.

## Projecten

### NASA Commercial Resupply Services-programma
De ontwikkeling van de Dragon-capsule begon eind 2004. In 2005 begon NASA het Commercial Orbital Transportation Services (COTS)-programma waarmee het op zoek ging naar een commercieel ISS-bevoorradingsschip om de in 2011 gepensioneerde Space Shuttle te vervangen. Het Dragon-ruimtevaartuig was onderdeel van het voorstel dat SpaceX in maart 2006 naar NASA stuurde.

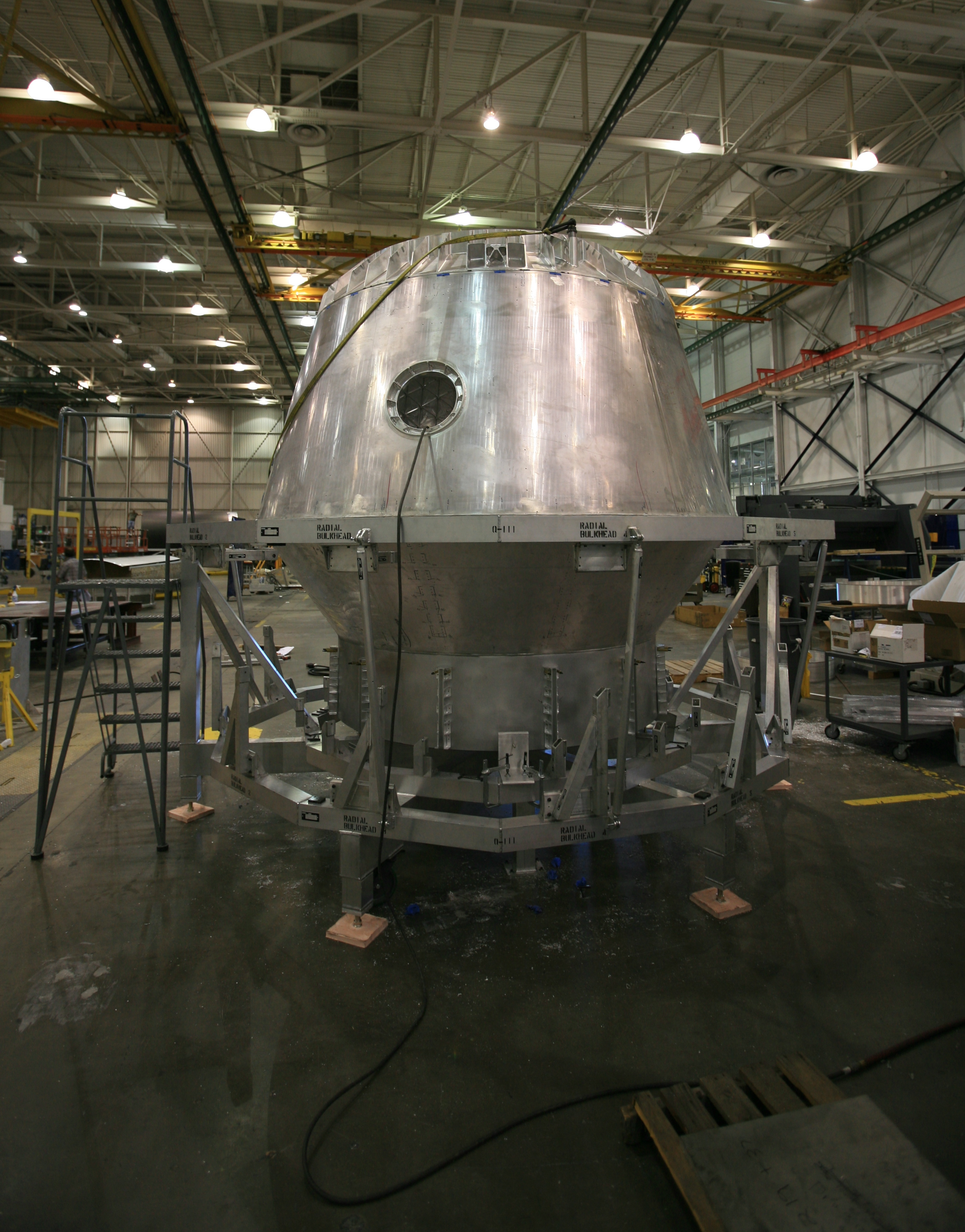
Een Dragon-drukcabine tijdens een test in 2008

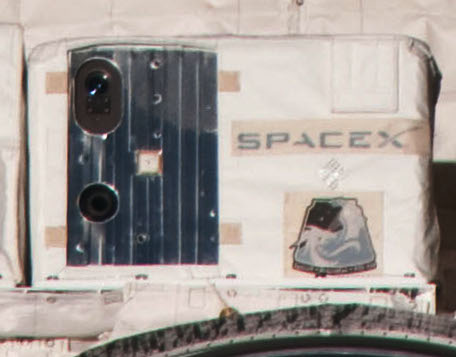
Het DragonEye-systeem op Space Shuttle Discovery tijdens STS-133

Op 18 augustus 2006 maakte NASA bekend dat het SpaceX, samen met Kistler Aerospace, had uitgekozen om een vrachtdienst naar het ISS te ontwikkelen. Het oorspronkelijke plan omvatte drie demonstratievluchten met de Dragon-capsule, die uitgevoerd zouden worden tussen 2008 en 2010. SpaceX en Kistler zouden respectievelijk 278 miljoen dollar en 207 miljoen dollar krijgen, als ze aan alle NASA-eisen zouden voldoen. Iets wat Kistler niet lukte, waarna hun contract in 2007 werd verbroken. NASA kende het vervolgens toe aan Orbital Sciences.
NASA kende op 23 december 2008 een 1,6 miljard dollar omvattend Commercial Resupply Services (CRS)-contract toe aan SpaceX, met de mogelijkheid het contract uit te breiden tot een maximum van 3,1 miljard dollar. Het contract voorziet in 12 vluchten naar het ISS met minimaal 20.000 kg vracht.
De belangrijkste nabijheidssensor van het Dragon-ruimtevaartuig, de DragonEye, werd begin 2009 getest tijdens de STS-127-missie. Het was bevestigd op Space Shuttle Endeavour en werd gebruikt tijdens de nadering van het internationaal ruimtestation ISS. Het COTS-communicatiesysteem (CUCU) en het besturingspaneel (CCP) werden eind 2009 bij het ISS bezorgd door STS-129. Het CUCU stelt het ISS in staat met Dragon te communiceren en het CCP geeft de ISS-bemanning de mogelijkheid simpele besturingscommando's naar Dragon te sturen.

#### Demonstratievluchten

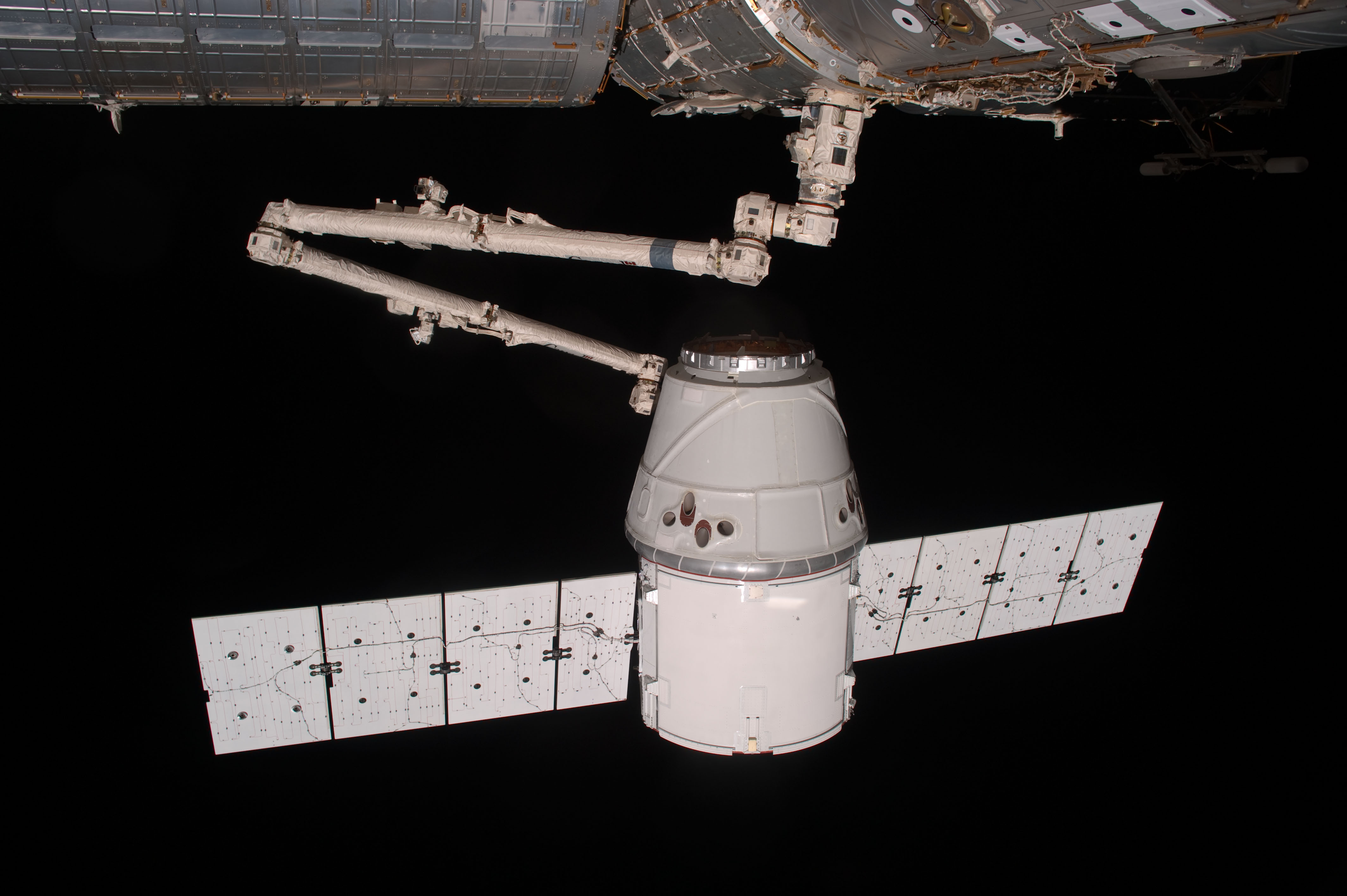
Dragon wordt door Canadarm2 aan het ISS gekoppeld.

Een eerste demonstratievlucht, boven op de Falcon 9, vond in juni 2010 plaats met een uitgeklede versie van de Dragon-capsule. Gedurende de vlucht werd voornamelijk aerodynamische data verzameld. De capsule was niet ontworpen om een re-entry te overleven. COTS Demo Flight 1, de eerste Dragon-vlucht met succesvolle terugkeer, vond plaats op 8 december 2010.
De tweede demovlucht, COTS 2+, begon op 22 mei 2012, nadat de eerste lanceerpoging op 19 mei op het allerlaatste moment werd afgebroken door een defecte klep in de motor. De ruimtetaxi werd door een Falcon 9-raket vanuit Cape Canaveral de hoogte ingestuwd en minder dan 10 minuten later zette de draagraket de Dragon-capsule af in haar baan om de aarde.
Eenmaal in deze baan voerde Dragon gedurende enkele dagen een serie tests uit, alvorens op 25 mei door de Canadese robotarm Canadarm2 aan het ISS gekoppeld te worden. De koppeling werd uitgevoerd door de Amerikaanse astronaut Don Pettit en de Nederlander André Kuipers. De lading betrof 544 kg aan voedsel en kleren. Na het uitladen van de vracht keerde Dragon op 31 mei terug naar de aarde met aan boord 660 kg aan experimenten en hardware.

#### CRS-1 Dragon-ontwerp
De CRS-1-variant van Dragon wordt met behulp van Canadarm2 aan het ISS gekoppeld. De capsule heeft geen eigen zuurstofvoorziening, maar circuleert in plaats daarvan frisse lucht uit het ISS. Gemiddeld zal Dragon tijdens een missie zo'n 30 dagen aan het ISS gekoppeld blijven, vergelijkbaar met de onbemande Japanse HTV. De CRS-1-capsule kan in zijn drukcabine 3310 kg vracht met een volume van 6,8 m3 naar het ISS vervoeren. Op de terugweg kan maximaal 2500 kg met eenzelfde volume worden meegenomen. De drukloze kofferbak van de CRS-1 Dragon kan 3310 kg vracht met een volume van 14 m3 vervoeren. Er kan 2600 kg afval worden meegenomen om bij de terugkeer in de dampkring te verbranden.

### COTS/CRS-missies
Voor de missies die SpaceX onder NASA's Commercial Resuply Services-programma uitvoert hanteren NASA en SpaceX verschillende namen. SpaceX nummert de vluchten CRS-1, CRS-2, CRS-3... NASA gebruikt de codes SPX-1, SPX-2, SPX-3... Dit is om verwarring met de CRS-missies van Orbital Sciences te voorkomen. Die heetten voor NASA dan ook ORB-1, ORB-2, ORB-3 en sinds de fusie van Orbital Sciences met Alliance Techsystems waaruit in 2015 Orbital ATK ontstond: OA-4, OA-5, OA-6...
Onder het CRS-1-contract kreeg SpaceX in eerste instantie twaalf bevoorradingsmissies toebedeeld (SPX-1 t/m 12). In maart 2015 werd het CRS-1-contract verlengd met nog eens drie Dragon-missies. En in januari 2016 kwamen daar nog eens vijf Dragon-vluchten bij. Deze extra missies hadden als doel om ontwikkelaars voor CRS-2-contacten meer tijd te gunnen en zodoende hun plannen haalbaar te maken.

### DragonLab
SpaceX bood vanaf 2008 de Dragon ook aan voor langdurige onbemande experimenten in microzwaartekracht die geen aankoppeling bij het ISS vereisten. Deze DragonLab-missies, waarvan er tot 2016 twee op papier op de planning stonden, konden in tijdsduur variëren van zeven dagen tot twee jaar. Deze missies kwamen echter nooit van de grond en verdwenen van het launch manifest.

## Opvolger
De Dragon werd opgevolgd door de Dragon 2 waarvan twee uitvoeringen kwamen. De Crew Dragon-uitvoering is ontworpen om vanaf 2020 met maximaal vier astronauten naar Low Earth Orbit (LEO) en terug te vliegen onder NASA's Commercial Crew-programma. Deze wordt ook voor private ruimtevluchten gebruikt. De Cargo Dragon-uitvoering is een uitgeklede versie van de Crew Dragon. De Dragon 2-Cargo kan, anders dan de Dragon 1, zelfstandig aanmeren bij een ruimtestation. Ook de neuskegel geen wegwerponderdeel meer maar een klep die kan worden geopend en gesloten. De Dragon 2-Cargo vervoert sinds 2020 onder het CRS-2-contract vracht tussen aarde en het ISS. Een aantal Dragon 2-technieken werd overigens eerder al op Dragon 1-vluchten getest.

## Lijst met Dragon-missies
De lijst bevat alleen missies van de Dragon 1. Volgens de eerdere planning zouden alle COTS/CRS-missies vanaf Lanceercomplex 40 van het Cape Canaveral Air Force Station gelanceerd worden. Doordat SLC-40 echter zwaar beschadigd raakte bij het Amos-6-ongeluk, werden CRS-10, CRS-11 en CRS-12 vanaf LC-39A op het Kennedy Space Center gelanceerd. SLC-40 werd in december 2017 weer operationeel. Sinds CRS-13 werden Dragons daar weer gelanceerd.
SpaceX is ook geselecteerd voor het tweede CRS-contract dat voorziet in bevoorradingsvluchten van 2019 tot en met 2024. Daarvoor zijn reeds zes missies vastgelegd. Daarvoor wordt de vrachtuitvoering van de Dragon 2 ingezet. NASA behoudt echter de mogelijkheid om een Dragon 1 te vragen. De Dragon 2 heeft namelijk een kleinere docking poort waardoor sommige formaten vracht niet mee zouden kunnen.
| Missie              | Lanceerdatum en platform            | Gebruikte Dragon.Vlucht nummer | Opmerkingen | Resultaat |
|                     |                                     |                                | Testvluchten |           |
| ------------------- | ----------------------------------- | ------------------------------ | --- | --------- |
| COTS Demo Flight 1  | 8 december 2010 SLC-40              | C101                           | Eerste Dragon-missie (zonder kofferbak), tweede Falcon 9-lancering | Succes    |
| COTS Demo Flight 2+ | 22 mei 2012 SLC-40                  | C102                           | Eerste Dragon-missie met het complete ruimtevaartuig, eerste rendez-vous-missie en eerste koppeling met het ISS | Succes    |
|                     |                                     |                                | Commercial Resupply Services fase-1-vluchten |           |
| SpaceX-CRS-1        | 8 oktober 2012 SLC-40               | C103                           | Eerste CRS-missie, eerste niet-demo-vlucht | Succes    |
| SpaceX-CRS-2        | 1 maart 2013 SLC-40                 | C104                           | | Succes    |
| SpaceX-CRS-3        | 18 april 2014 SLC-40                | C105                           | | Succes    |
| SpaceX-CRS-4        | 21 december 2014 SLC-40             | C106.1                         | | Succes    |
| SpaceX-CRS-5        | 10 januari 2015 SLC-40              | C107.1                         | | Succes    |
| SpaceX-CRS-6        | 14 april 2015 SLC-40                | C108.1                         | | Succes    |
| SpaceX-CRS-7        | 28 juni 2015 SLC-40                 | C109.1                         | Na 2:19 minuten explodeerde de raket. Onder meer de IDA-1 International Docking Adapter, een internationaal aanmeersysteem voor het ISS ging verloren. | Mislukt   |
| SpaceX-CRS-8        | 8 april 2016 SLC-40                 | C110.1                         | Vervoerde o.a. BEAM, een door Bigelow Aerospace ontwikkelde testuitvoering van een opblaasbare ruimtestationmodule die aan het ISS gekoppeld werd. De Dragon landde op 11 mei 2016. Ook nam hij voor het eerst sinds een jaar weer een flinke vracht van zo'n 1.500 kg aan onderzoeksresultaten mee terug naar aarde.                                                                                           | Succes    |
| SpaceX-CRS-9        | 18 juli 2016 SLC-40                 | C111.1                         | Bracht o.a. de IDA-2 naar het ISS. Landde op 26 augustus 2016. | Succes    |
| SpaceX-CRS-10       | 19 februari 2017 LC-39A             | C112.1                         | Eerste SpaceX-lancering vanaf LC-39A. Aan boord o.a. SAGE III. Eerste poging tot aanmeren bij ISS op 22 februari afgebroken omdat de Dragon problemen had met de uitwisseling van gps gegevens tussen de Dragon en het ISS te maken zat in vernieuwde software van het ISS. Nadat deze software was aangepast koppelde de Dragon de volgende dag met succes aan. Afkoppeling en landing waren op 19 maart 2017. | Succes    |
| SpaceX-CRS-11       | 3 juni 2017 LC-39A                  | C106.2                         | Eerste hergebruik van een Dragon. Deze vloog eerder missie CRS-4. Dit was de 100e raketlancering vanaf platform LC-39A. Afkoppeling en landing op 3 juli 2017. | Succes    |
| SpaceX-CRS-12       | 14 augustus 2017 LC-39A             | C113.1                         | Laatste nieuwe Dragon 1, Eerste Falcon 9 Block-4 lancering. Aangemeerd op 16 augustus 2017. Afkoppeling en landing op 17 september 2017 | Succes    |
|                     |                                     |                                | Extra CRS fase-1-missies geboekt in maart 2015 |           |
| SpaceX-CRS-13       | 15 december 2017 SLC-40             | C108.2                         | eerste vlucht vanaf het gerepareerde SLC-40. Deze Dragon werd eerder voor CRS-6 gebruikt. De eerste trap van de Falcon 9 is eerder gebruikt voor CRS-11. Afkoppeling en landing op 13 januari 2018. | Succes    |
| SpaceX-CRS-14       | 2 april 2018 SLC-40                 | C110.2                         | Dragon vloog eerder missie CRS-8 Falcon9-booster vloog eerder CRS-12 aangemeerd bij ISS op 4 april 2018 afkoppeling en landing op 5 mei 2018. | Succes    |
| SpaceX-CRS-15       | 29 juni 2018 SLC-40                 | C111.2                         | Booster B1045 werd enkele maanden eerder gebruikt voor de lancering van NASA’s TESS-ruimtetelescoop. Het was de laatste normale lancering van een Falcon 9-Full Trust, de tweede trap was al naar Block-5 specificaties uitgevoerd. Afkoppeling en landing op 3 Augustus 2018. | Succes    |
|                     |                                     |                                | Extra CRS fase-1-missies geboekt in januari 2016 |           |
| SpaceX-CRS-16       | 5 december 2018 SLC-40              | C112.2                         | Eerste Dragonlancering op een Falcon 9-Block 5. De boosterlanding mislukte door een defect. Aangemeerd op 8 december. Even voor middernacht (UTC) afgekoppeld op 13 januari 2019 landing enkele uren later op 14 januari. | Succes    |
| SpaceX-CRS-17       | 4 mei 2019 6:48 UTC SLC-40          | C113.2                         | Afgekoppeld en geland op 3 juni 2019. Dezelfde Falcon 9 booster is ook voor vluchten CRS-18 en CRS-19 gereserveerd. | Succes    |
| SpaceX-CRS-18       | 25 juli 2019 22:01 UTC SLC-40       | C108.3                         | Bracht onder anderen de IDA-3 docking adapter naar het ISS. Uitgerust met 4 hitteschildtegels die zijn ontworpen voor Starship. Afkoppeling en landing op 27 augustus 2019 | Succes.   |
| SpaceX-CRS-19       | 5 december 2019 17:29:23 UTC SLC-40 | C106.3                         | Booster B1059.1, Afkoppeling en landing op 7 januari 2020 | Succes    |
| SpaceX-CRS-20       | 7 maart 2020 4:50 SLC-40            | C112.3                         | Voor zover bekend de laatste Dragon 1 vlucht. Tweede trap werd vervangen na ontdekken defect. Afkoppeling en landing op 7 april 2020 | Succes    |

## Trivia

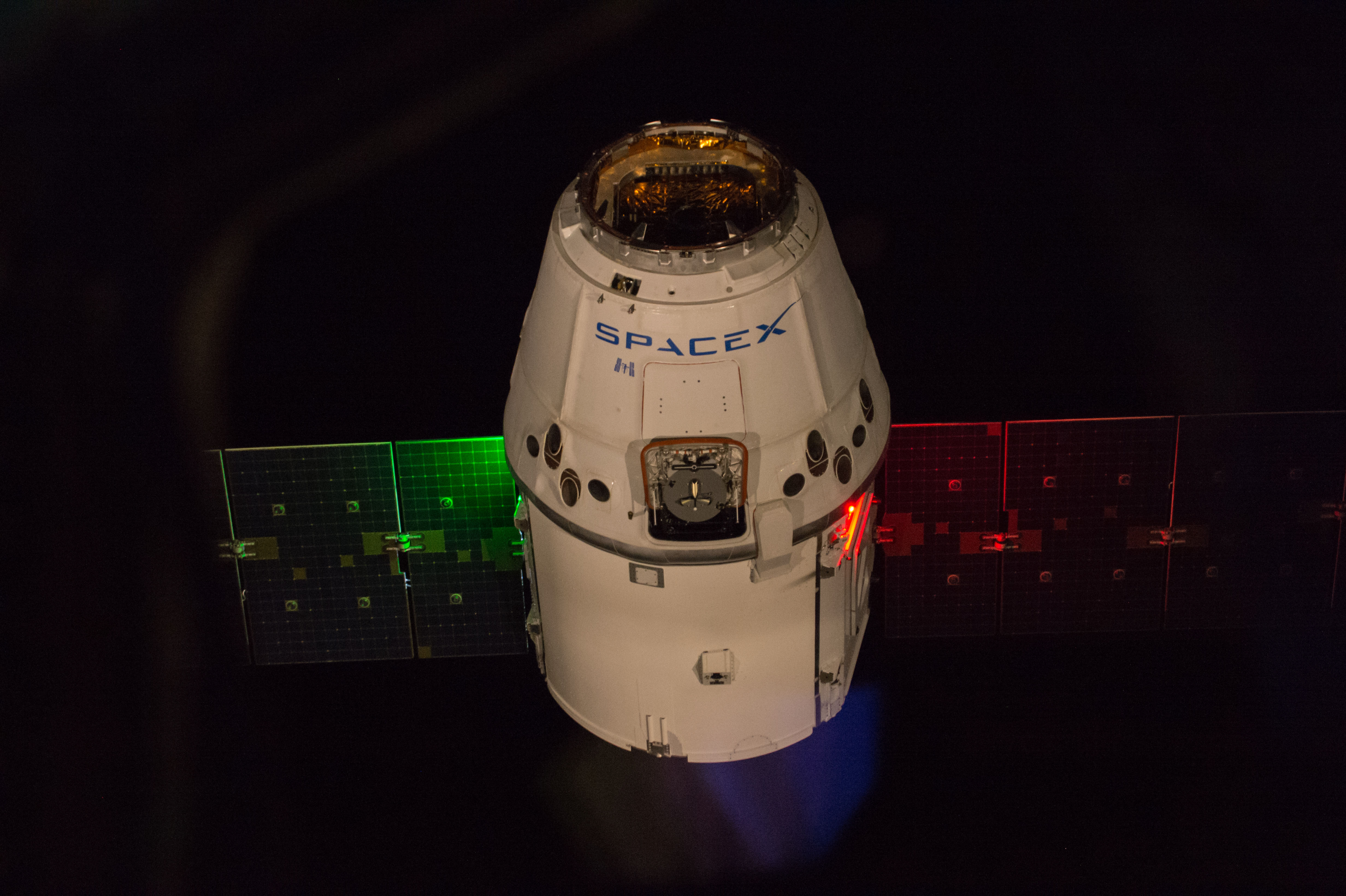

- Het SpaceX-logo was op de eerste drie Dragon-vluchten niet op de Dragon aangebracht. De lak die SpaceX daarvoor aanvankelijk wilde gebruiken was niet door NASA goedgekeurd omdat deze mogelijk door straling en zonlicht zou verpulveren. Daarom mocht deze lak niet in de buurt van het ruimtestation komen. Pas vanaf vlucht CRS-3 was het logo van SpaceX op de Dragon aangebracht.[8]
- Een Dragon vliegt zo’n twintig minuten na de lancering vanuit Florida richting het ISS over Nederland. Bij helder weer is tot ongeveer anderhalf uur na zonsondergang en anderhalf uur voor zonsopkomst (in de zomer langer) de reflectie van het zonlicht op de Dragon met het blote oog te zien.
- Dragon C101, die testvlucht COTS-1 vloog, hangt tentoongesteld in het SpaceX-hoofdkwartier aan het plafond achter het vluchtleidingcentrum van SpaceX. Dragon C102 die testvlucht COTS-2 naar het ISS vloog, is tentoongesteld in het bezoekerscentrum van het Kennedy Space Center.[9] Dragon C113 die twee onbemande missies vloog (CRS-12 en CRS-17) om vracht van en naar het internationale ruimtestation te brengen wordt permanent tentoongesteld in het Museum of Science and Industry in Chicago, Illinois.[4]